# Communauté d’agglomération Pau-Pyrénées
Die Communauté d’agglomération Pau-Pyrénées ist ein ehemaliger französischer Gemeindeverband mit der Rechtsform einer Communauté d’agglomération im Département Pyrénées-Atlantiques in der Region Nouvelle-Aquitaine. Sie wurde am 2. März 1999 gegründet und umfasste 14 Gemeinden. Der Verwaltungssitz befand sich in der Stadt Pau.

## Historische Entwicklung
Mit Wirkung vom 1. Januar 2017 fusionierte der Gemeindeverband mit
- Communauté de communes Gave et Coteaux sowie
- Communauté de communes du Miey de Béarn

und bildete so die Nachfolgeorganisation Communauté d’agglomération Pau Béarn Pyrénées.

## Ehemalige Mitgliedsgemeinden
1. Artigueloutan
2. Billère
3. Bizanos
4. Gan
5. Gelos
6. Idron
7. Jurançon
8. Lée
9. Lescar
10. Lons
11. Mazères-Lezons
12. Ousse
13. Pau
14. Sendets